# Rivière à Abraham
Pour les articles homonymes, voir Abraham (homonymie).
La rivière à Abraham est un ruisseau qui coule successivement dans les municipalités de Saint-Médard et de Saint-Jean-de-Dieu, dans la municipalité régionale de comté (MRC) de Les Basques, dans la région administrative du Bas-Saint-Laurent, au Québec, au Canada.
La rivière à Abraham est un affluent de la rive nord de la rivière Boisbouscache laquelle coule vers l'ouest jusqu'à la rive nord-est de la rivière des Trois Pistoles ; cette dernière coule vers le nord jusqu'au littoral sud-est du fleuve Saint-Laurent où elle se déverse dans la municipalité de Notre-Dame-des-Neiges, dans la municipalité régionale de comté (MRC) des Basques.

## Géographie
La rivière à Abraham prend sa source de ruisseaux agricoles et forestiers, situés au cœur des Monts Notre-Dame. Cette source est située à 21,8 km au sud-est du littoral sud-est de l'estuaire du Saint-Laurent, à 18,5 km au nord-est du centre du village de Saint-Jean-de-Dieu et à 14,0 km au sud-est du centre du village de Sainte-Françoise et à 1,7 km au nord-est du centre du village de Saint-Médard.
À partir de sa source, la rivière à Abraham coule sur 6,8 km à travers le massif des Appalaches, répartis selon les segments suivants :
- 0,9 km vers le sud-ouest dans Saint-Médard, jusqu'au pont de la route du 7e rang ;
- 0,8 km vers le sud-ouest, jusqu'à la limite de Saint-Jean-de-Dieu ;
- 5,1 km vers le sud-ouest en coupant deux routes rurales, jusqu'à sa confluence[1].

La rivière à Abraham se déverse dans Saint-Jean-de-Dieu dans un coude de rivière, sur la rive nord de la rivière Boisbouscache, laquelle coule vers l'ouest jusqu'à la rive nord-est de la rivière des Trois Pistoles. La confluence de la "rivière à Abraham" est située à 1,3 km en amont de la confluence du cours d'eau Gagnon, à 0,5 km en aval du pont du chemin du "rang du Trou-de-Siffleux" et à 9,9 km à l'est du centre du village de Saint-Jean-de-Dieu.

## Toponymie
Le toponyme Rivière à Abraham a été officialisé le 11 juin 1982 à la Commission de toponymie du Québec.